# Католицизм в Сомали

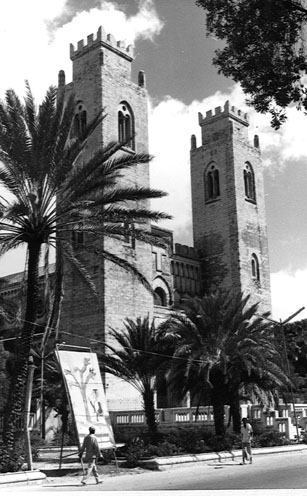
Кафедральный собор Пресвятой Девы Марии Утешительницы в Магадишо, разрушенный в 2008 году

Католицизм в Сомали или Католическая церковь в Сомали является частью всемирной Католической церкви. Численность католиков в Сомали на 2016 год составляет около 100 человек. В стране действует единственная епархия Могадишо, состоящая из одного прихода.

## История
В середине XIX века на территорию современного Сомали прибыли первые монахи-миссионеры из Франции и Италии. В 1895 году священник Робекки Бричетти крестил первых 45 человек из племени банту, которые были им выкуплены из рабства.
После начала итальянской колонизации в последней четверти XIX века современной территории Сомали значительно увеличилась численность католиков из Италии и других европейских стран и возникла потребность в организации постоянной церковной структуры. 21 января 1904 года римский папа Пий X издал апостольское послание, которым учредил Апостольскую префектуру Бенадир, которая стала первой церковной структурой в Сомали. В следующем году Конгрегация пропаганды веры назначила священника Алессандро-деи-Санти из монашеского ордена тринитариев первым префектом Апостольской префектуры Бенадир. Алессандро-деи-Санти управлял этой церковной организацией до своей смерти в 1924 году.
15 декабря 1927 года римский папа Пий XI выпустил апостольское послание «Rei Christianae», которым преобразовал Апостольскую префектуру Бенадир в Апостольский викариат Могадишо. 22 декабря этого же года священник Габриэле Перло был назначен первым викарием викариата и титулярным епископом Амизона. В феврале 1928 года он был рукоположён в епископа, однако в через два года в августе 1930 года он подал в отставку.
С 1933 года попечение над католиками в Сомали было передано францисканцам, которые управляли католиками в Сомали до 1970 года. В 1928 году в Могадишо по инициативе Цезаря Марии Де Векки был построен католический кафедральный собор Пресвятой Девы Марии Утешительницы.
В 1939 году в Итальянском Сомали проживало около 50 тыс. католиков, в основном итальянских поселенцев и солдат. В основном они были сосредоточены в Могадишо и фермерских районах реки Шебелла. Епископ Могадишо Франческо Филиппини в 1940 году заявил, что в Сомали насчитывалось около 40 000 католиков, большинство из которых были банту. Библия была переведена на сомалийский язык только в 1979 году. По другим данным в Сомали в 60-е годы XX столетия проживало около 5 тысяч христиан, из которых было около 80 % католиков. В это время в стране действовали 20 католических храмов, 31 католических школ, которыми руководили около ста монахов из монашеских орденов капуцин и францисканцев. 
20 ноября 1975 года римский папа Павел VI своей апостольской конституцией «Ex quo Dei» возвёл Апостольский викариат Могадишо в ранг епархии и назначил её первым епископом священника Пьетро Сальваторе Коломбо.
После начала в 1988 году гражданской войны в Сомали и падения режима президента Мохамеда Сиада Барре из страны начался массовый отток европейцев. К концу 80-х годов XX столетия в Сомали проживало около трёхсот католиков. Христиане подвергались гонениям со стороны исламских фундаменталистов.
9 июля 1989 года епископ Пьетро Сальваторе Коломбо был убит в Могадишо. Исламистами убиты священник Пьетро Турати (убит в 1991 году), миссионерка Анналена Тонелли (убита в 2003 году) и монахиня Леонелла Сгорбати (убита в 2006 году; в 2018 году объявлена блаженной). Шесть из семи действующих католических храмов в Сомали были разрушены. 9 января 1991 года кафедральный собор в Могадишо подвергся нападению и разграблению, в 2008 году храм был разрушен исламскими фундаменталистами.
С 1989 года после убийства епископа Пьетро Сальваторе Коломбо кафедра епархии до настоящего времени является вакантной. Немногочисленные сомалийские католики находятся под попечением епископа Джибути.
Постоянная и официальная деятельность католического духовенства в Сомали подвергаются гонениям со стороны мусульманского населения. По словам епископа Джибути Джорджо Бертина он, чтобы не подвергать свою жизнь опасности, вынужден передвигаться по стране с вооружённой охраной и совершать встречи с верующими в тайных условиях. в настоящее время в стране в рамках международных гуманитарных проектов действует католическая благотворительная организация «Каритас».